# Cantón de Olette
El cantón de Olette era una división administrativa francesa, que estaba situada en el departamento de Pirineos Orientales y la región de Languedoc-Rosellón.

## Composición
El cantón estaba formado por quince comunas:
- Ayguatébia-Talau
- Canaveilles
- Escaro
- Jujols
- Mantet
- Nyer
- Olette
- Oreilla
- Py
- Railleu
- Sahorre
- Sansa
- Serdinya
- Souanyas
- Thuès-Entre-Valls

## Supresión del cantón de Olette
En aplicación del Decreto n.º 2014-262 de 26 de febrero de 2014, el cantón de Olette fue suprimido el 22 de marzo de 2015 y sus 15 comunas pasaron a formar parte; doce del nuevo cantón de Los Pirineos Catalanes y tres del nuevo cantón de Canigó.